# Reykjahlíð flygplats
Reykjahlíð flygplats är en flygplats i republiken Island.   Den ligger i regionen Norðurland eystra, i den norra delen av landet, 280 km nordost om huvudstaden Reykjavik. Reykjahlíð flygplats ligger 314 meter över havet. Den ligger vid sjön Mývatn.